# Pierangelo Manzaroli
Pierangelo Manzaroli (Rimini, 25 de março de 1969) é um ex-futebolista e treinador de futebol samarinês nascido na Itália. Atualmente está sem clube, após 3 anos como técnico da seleção de San Marino.

## Carreira
Como jogador, Manzaroli iniciou a carreira já aos 30 anos de idade, atuando no Cosmos (1999-2001), no Cailungo (2001-02), San Marino (2002-04) e Pennarossa, além de ter jogado na seleção de San Marino por uma década (38 partidas e nenhum gol). Pendurou as chuteiras em 2005, virando treinador do Pennarossa no ano seguinte. Entre 2007 e 2009, foi o técnico do Libertas.
Durante 5 anos (2009-14), esteve à frente das equipes de base de San Marino, com destaque para a categoria Sub-21, levando o time a uma surpreendente vitória contra o País de Gales por 1 a 0 em setembro de 2013. Em fevereiro de 2014, foi confirmado como novo treinador da seleção principal, no lugar de Giampaolo Mazza, que deixava o cargo após 15 anos. Em novembro, levou a Serenissima a um empate sem gols com a Estônia, que foi o primeiro jogo sem derrota da equipe em 10 anos.